# Hidrat
Hidrat je termin koji se koristi u neorganskoj i organskoj hemiji da se ukaže na činjenicu da supstanca sadrži vodu. Hemijsko stanje vode široko varira među hidratima. Neki od njih su tako nazvani pre nego što je njihova hemijska struktura bila razjašnjena.

## Hemijska priroda hidrata

### Organska hemija
U organskoj hemiji, hidrat je jedinjenje formirano dodatkom vode ili njenih komponenti u drugi molekul. Na primer, etanol, , se može smatrati hidratom etena, , koji je formiran dodatkom H na jedan C i OH na drugi C. Molekul vode se može eliminisati, na primer dejstvom sumporne kiseline. Jedan drugi primer je hloral hidrat, , koji se može formirati reakcijom vode sa hloralom, .
Neki molekuli se nazivaju hidratima iz istorijskih razloga. Za glukozu, , se originalno mislilo da je , te je nazvana ugljeni hidrat, mada je to veoma nepodesan opis njene strukture. Metanol se često prodaje kao “metil hidrat”, iz čega implicitno proizilazi nekorektna formula , dok je korektna formula .
Mnogi organski molekuli, kao i neorganski, formiraju kristale koji sadrže vodu u kristalnoj strukturi, mada nije došlo do promena hemijske strukture organskog molekula tokom kristalizacije. Šećer trehaloza, na primer, postoji kao anhidrat (tačka topljenja 203 °) i kao dihidrat (tačka topljenja 97 °). Proteinski kristali često imaju i do 50% vodenog sadržaja.

### Neorganska hemija
Hidrati su neorganske soli koje "sadrže molekule vode kombinovane u određenom odnosu kao integralni deo kristala" koja je bilo vezana za metalni center ili je kristalisana sa metalnim kompleksom. Za takve hidrate se kaže da sadrže kristalizacionu vodu ili vodu hidracije. Ako su kristali formirani sa teškom vodom, i.e. vodonik je zamenjen deuterijumom, onda se termin deuterat može koristiti umesto termina hidrat.
Živopisan primer hidrata je kobalt(II) hlorid, koji prelazi iz plave u magenta (crvenu) boju nakon hidracije, i koji se stoga može koristiti kao indikator vode.
Notacija hidratnog jedinjenja je  • H2O, gde je n broj molekula vode po jedinici soli. Ona se koristi da ukaže na činjenicu da je so hidratisana. Vrednost n je obično mali ceo broj, mada može da bude i frakciona vrednost. U monohidratu n je jedan, u heksahidratu n je 6 itd. (tipični prefiksi su mono, di, tri, tetra, penta, heksa, hepta, okta, nona, deka). Takva voda se naziva vodom kristalizacije. Primeri su boraks dekahidrat i halkantit.
Hidrat koji je izgubio vodu se zove anhidrid, i on normalno gubi dodatnu vodu samo nakon jakog zagrevanja. Neki anhidridi se veoma lako hidratišu, te se nazivaju higroskopnim materijama, i koriste se za kao agensi za sušenje ili desikanti.